# Christophe Rochus
Christophe Rochus (født 15. december 1978 i Namur, Belgien) er en belgisk tennisspiller, der blev professionel i 1996. Han har (pr. april 2009) endnu aldrig vundet en singletitel, og hans højeste placering på ATP's verdensrangliste er en 38. plads, som han opnåede i maj 2006.
Christophe Rochus er storebror til en anden professionel belgisk tennisspiller, Olivier Rochus

## Grand Slam
Rochus' bedste Grand Slam-resultat i singlerækkerne kom ved Australian Open i år 2000, hvor han nåede 4. runde.